# Hydrococcus
Hydrococcus is een geslacht van weekdieren uit de klasse van de Gastropoda (slakken).

## Soort
- Hydrococcus brazieri (Tenison-Woods, 1876)